# Grüner Parlamentsklub
Der Grüne Parlamentsklub (amtlich Grüner Klub im Parlament) ist der Klub der Partei Die Grünen – Die Grüne Alternative im österreichischen Nationalrat.
Freda Meissner-Blau war von 1986 bis 1988 die erste Obfrau des Grünen Klubs. In den folgenden beiden Jahren war Andreas Wabl Klubobmann. 1990 wurde Johannes Voggenhuber Obmann des Grünen Parlamentsklubs. Von 1992 bis 1999 war Madeleine Petrovic Klubobfrau. Danach wurde Alexander Van der Bellen zum Klubobmann gewählt. Am 24. Oktober 2008 trat Eva Glawischnig als neue Klubobfrau Van der Bellens Nachfolge an. Nach ihrem Rücktritt im Mai 2017 wurde Albert Steinhauser Klubobmann. Nach der Rückkehr in den Nationalrat wählten die Klubmitglieder der Grünen am 22. Oktober 2019 Werner Kogler einstimmig zum Klubobmann. Weil Kogler bei der Bildung der Bundesregierung Kurz II Vizekanzler wurde, wählten die Klubmitglieder am 7. Jänner 2020 Sigrid Maurer zur neuen Klubobfrau.

## Büros
Bis 2017 war der Grüne Parlamentsklub in zwei Stockwerken in der Löwelstraße 12 untergebracht. Bei der Rückkehr in das Parlament war 2019 eines dieser beiden Stockwerke durch den Klub von NEOS besetzt.

## Klubobleute
| Name                     | Bild | von  | bis  |
| ------------------------ | ---- | ---- | ---- |
| Freda Meissner-Blau      |      | 1986 | 1988 |
| Andreas Wabl             |      | 1988 | 1990 |
| Johannes Voggenhuber     |      | 1990 | 1992 |
| Madeleine Petrovic       |      | 1992 | 1999 |
| Alexander Van der Bellen |      | 1999 | 2008 |
| Eva Glawischnig          |      | 2008 | 2017 |
| Albert Steinhauser       |      | 2017 | 2017 |
| Werner Kogler            |      | 2019 | 2020 |
| Sigrid Maurer            |      | 2020 |      |

Am 19. Jänner 2021 wurden Olga Voglauer und Meri Disoski als Nachfolgerinnen von Ewa Ernst-Dziedzic und Astrid Rössler zu den Stellvertreterinnen von Klubobfrau Sigrid Maurer gewählt.

## Bereichssprecherinnen und -sprecher

### XXVIII. Gesetzgebungsperiode
Die Bereichssprecherinnen und -sprecher des Grünen Parlamentsklubs sind in der XXVIII. Gesetzgebungsperiode (ab 24. Oktober 2024) mit Stand 10. Dezember 2024:
| Person             | Bereich(e)                                                      |
| ------------------ | --------------------------------------------------------------- |
| Leonore Gewessler  | Klimaschutz und Energie                                         |
| Alma Zadić         | Justiz und Korruptionsbekämpfung                                |
| Werner Kogler      | Kunst und Kultur                                                |
| Sigrid Maurer      | Wissenschaft und Bildung, Integration und Medien                |
| Meri Disoski       | Außen- und Europapolitik, Frauen und Gleichstellung             |
| Elisabeth Götze    | Wirtschaft                                                      |
| Lukas Hammer       | Mobilität und Umweltschutz, Rechtsextremismus und Gedenkpolitik |
| Markus Koza        | Arbeit und Soziales                                             |
| Barbara Neßler     | Kinder/Jugend/Familie und Tourismus                             |
| Agnes Prammer      | Inneres und Sport                                               |
| Ralph Schallmeiner | Gesundheit, Pflege und Menschen mit Behinderungen               |
| Jakob Schwarz      | Budget, Steuern und Industrie                                   |
| David Stögmüller   | Verteidigung, Entwicklungszusammenarbeit und LGBTIQ+            |
| Nina Tomaselli     | Wohnen, Finanzen, Rechnungshof und Kontrolle                    |
| Olga Voglauer      | Landwirtschaft, Tierschutz und Volksgruppen                     |
| Süleyman Zorba     | Digitalisierung und Netzpolitik                                 |

### XXVII. Gesetzgebungsperiode
Die Bereichssprecherinnen und -sprecher des Grünen Parlamentsklubs waren in der XXVII. Gesetzgebungsperiode (2019–2024) mit Stand 17. Jänner 2020:
| Person               | Bereich(e)                                                            |
| -------------------- | --------------------------------------------------------------------- |
| Eva Blimlinger       | Kunst & Kultur, Wissenschaft & Forschung, Medien, Öffentlicher Dienst |
| Georg Bürstmayr      | Inneres, Sicherheit und Asylpolitik                                   |
| Meri Disoski         | Frauen und Gleichstellung                                             |
| Faika El-Nagashi     | Integrations- und Diversitätspolitik, Zivilgesellschaft, Tierschutz   |
| Ewa Ernst-Dziedzic   | Außenpolitik, Migration, Menschenrechte, LGBTI (Stv. Klubobfrau)      |
| Ulrike Fischer       | Konsument*innenschutz, Petitionen und Bürger*inneninitiativen         |
| Elisabeth Götze      | Wirtschaft und Innovation, Gemeinden und Städte                       |
| Heike Grebien        | Menschen mit Behinderung                                              |
| Sibylle Hamann       | Bildung                                                               |
| Lukas Hammer         | Klimaschutz und Energie                                               |
| Markus Koza          | Arbeit und Soziales                                                   |
| Martin Litschauer    | Anti-Atom                                                             |
| Barbara Neßler       | Kinder, Jugend & Familie, Tourismus                                   |
| Michel Reimon        | Europapolitik, Entwicklungszusammenarbeit                             |
| Bedrana Ribo         | Senior*innen & Pflege                                                 |
| Astrid Rössler       | Umwelt (Stv. Klubobfrau)                                              |
| Ralph Schallmeiner   | Gesundheit                                                            |
| Jakob Schwarz        | Budget & Steuern (Stv. Klubobmann, Parlamentarischer Geschäftsführer) |
| Agnes-Sirkka Prammer | Justiz, Verfassung & Sport                                            |
| Clemens Stammler     | Regionalpolitik und Ländlicher Raum                                   |
| David Stögmüller     | Rechnungshof, Landesverteidigung, Katastrophenschutz & Ehrenamt       |
| Nina Tomaselli       | Finanzen, Kontrolle, Wohnen und Bauten                                |
| Hermann Weratschnig  | Verkehr                                                               |
| Olga Voglauer        | Land- und Forstwirtschaft, Volksgruppen                               |
| Süleyman Zorba       | Netzpolitik, Digitalisierung und Lehre                                |